# Wu Jingyu
Wu Jingyu, née le 1er février 1987 à Jingdezhen, est une taekwondoïste chinoise, double championne olympique de la discipline en -49 kg.

## Biographie
Lors des Championnats du monde 2019, elle remporte la médaille de bronze des -49 kg en s'inclinant face à la Thaïlandaise Panipak Wongpattanakit.

## Palmarès

### Jeux olympiques
- Médaille d'or des -49 kg aux Jeux olympiques 2012 à Londres (Royaume-Uni)
- Médaille d'or des -49 kg aux Jeux olympiques 2008 à Pékin (Chine)

### Championnats du monde
- Médaille d'argent des -49 kg des Championnats du monde 2019 à Manchester (Royaume-Uni)
- Médaille d'argent des -49 kg des Championnats du monde 2015 à Tcheliabinsk (Russie)
- Médaille d'or des -49 kg des Championnats du monde 2011 à Gyeongju (Corée du Sud)
- Médaille de bronze des -49 kg des Championnats du monde 2009 à Copenhague (Danemark)
- Médaille d'or des -47 kg des Championnats du monde 2007 à Pékin (Chine)

### Championnats d'Asie
- Médaille d'or des -49 kg des Championnats d'Asie 2012 à Hô-Chi-Minh-Ville (Viêt Nam)
- Médaille d'argent des -51 kg des Championnats d'Asie 2010 à Astana (Kazakhstan)
- Médaille d'argent  des -47 kg des Championnats d'Asie 2008 à Luoyang (Chine)
- Médaille d'argent des -47 kg des Championnats d'Asie 2006 à Bangkok (Thaïlande)

### Jeux asiatiques
- Médaille de bronze des -53 kg lors des Jeux asiatiques de 2014 à Incheon (Corée du Sud)
- Médaille d'or des -49 kg aux Jeux asiatiques de 2010 à Canton (Chine)
- Médaille d'or des -47 kg aux Jeux asiatiques de 2006 à Doha (Qatar)

### Universiade
- Médaille d'or des -47 kg aux Universiade 2005 à Izmir (Turquie)